# Liptovská Lúžna
Liptovská Lúžna je obec na Slovensku v okrese Ružomberok. Žije v ní přibližně 2 700 obyvatel. První písemná zmínka o vesnici pochází z roku 1669. Ve vsi stojí římskokatolický kostel Nejsvětější Trojice z 19. století.

## Přírodní poměry
Obec se nachází na dolním Liptově, asi 15 kilometrů jižně od Ružomberka v Lúžňanské dolině, zasazené v severní části Nízkých Tater. Obcí protéká říčka Lúžňanka, která se v Liptovské Osadě po vstupu do Revúcké doliny vlévá do Revúce. Obcí vede silnice z Liptovské Osady, která pokračuje do osady Železnô. Do katastrálního území obce zasahuje část národní přírodní rezervace Salatín.
Obec je na Slovensku známá častým výskytem medvěda, případně jeho častým kontaktem s místním obyvatelstvem.